# Coussapoa vannifolia
Coussapoa vannifolia là loài thực vật có hoa trong họ Tầm ma. Loài này được Cuatrec. mô tả khoa học đầu tiên năm 1956.